# Gerhard Krempel
Gerhard Krempel (* 4. Februar 1931 in Westerburg) ist ein deutscher Politiker (CDU).

## Leben und Beruf
Nach dem Besuch von Gymnasien in Hadamar und Limburg legte er 1951 sein Abitur ab. Im Anschluss studierte Krempel Rechts- und Staatswissenschaften in Mainz als Werkstudent. Das Erste Staatsexamen legte er 1957 ab. Nach der Referendarausbildung am OLG Koblenz legte er 1961 das Zweite Staatsexamen ab.
Von 1955 bis 1957 arbeitete er als wissenschaftlicher Mitarbeiter und Assistent am Institut für Staatslehre und Politik an der Universität Mainz. Seit 1961 arbeitet er als Rechtsanwalt in Westerburg und gründete dort die Kanzlei Krempel.

## Partei
Krempel ist seit 1949 Mitglied der CDU. Er war Vorsitzender der JU im Oberwesterwaldkreis, Kreisvorsitzender der CDU und Landesvorsitzender der KPV Rheinland-Pfalz.

## Abgeordneter
Krempel war vom 18. Mai 1967 bis 17. Mai 1983 Mitglied des rheinland-pfälzischen Landtages und gehörte ihm für insgesamt 4 Wahlperioden an. Im 6. rheinland-pfälzischen Landtag war er stellvertretender Vorsitzender des Rechtsausschusses und Mitglied im Kulturpolitischen Ausschuss. Im 7. Landtag war er ab 6. Dezember 1973 Vorsitzender des Innenausschusses, Mitglied im Untersuchungsausschuss "Mandatskauf" und stellvertretender Vorsitzender des Untersuchungsausschusses "Dr. Augustin". Im 8. und 9. Landtag war er weiterhin Vorsitzender des Innenausschusses.
Von 1965 bis 1974 war er Fraktionsvorsitzender der CDU im Kreistag des Oberwesterwaldkreises und von 1972 bis 1974 Mitglied und Fraktionssprecher im Verbandsgemeinderat Westerburg.

## Ehrungen
- Freiherr-vom-Stein-Plakette (2001)
- Bundesverdienstkreuz 1. Klasse (1977)
- Konrad-Adenauer-Medaille Westerwald
- Ehrenzeichen in Silber der Verkehrswacht Rheinland-Pfalz

## Sonstige Mitgliedschaften
Krempel war stellvertretender Landesvorsitzender des Bundes Europäischer Jugend Rheinland-Pfalz und stellvertretender Vorsitzender des Europa-Hauses in Bad Marienberg, Bezirksvorsitzender der Verkehrswacht Montabaur und Landesvorstandsmitglied der Verkehrswacht Rheinland-Pfalz. Er war darüber hinaus Mitglied im Verwaltungsrat der Nassauischen Sparkasse, Vorsitzender des Vereins der Freunde und Förderer der Liebfrauenkirche und Ehrenvorsitzender des Anwaltsvereins Westerwald.